# Тіллсон (Нью-Йорк)
Тіллсон (англ. Tillson) — переписна місцевість (CDP) в США, в окрузі Ольстер штату Нью-Йорк. Населення — 1516 осіб (2020).

## Географія
Тіллсон розташований за координатами 41°49′51″ пн. ш. 74°4′21″ зх. д. / 41.83083° пн. ш. 74.07250° зх. д. (41.830766, -74.072432).  За даними Бюро перепису населення США в 2010 році переписна місцевість мала площу 6,14 км², з яких 6,07 км² — суходіл та 0,06 км² — водойми.

## Демографія
Згідно з переписом 2010 року, у переписній місцевості мешкало 1586 осіб у 640 домогосподарствах у складі 433 родин. Густота населення становила 258 осіб/км².  Було 675 помешкань (110/км²).
Расовий склад населення:
| - 94,6 % — білих - 1,5 % — чорних або афроамериканців - 1,1 % — азіатів - 0,1 % — корінних американців |

До двох чи більше рас належало 2,1 %. Частка іспаномовних становила 3,8 % від усіх жителів.
За віковим діапазоном населення розподілялося таким чином: 19,8 % — особи молодші 18 років, 65,6 % — особи у віці 18—64 років, 14,6 % — особи у віці 65 років та старші. Медіана віку мешканця становила 43,2 року. На 100 осіб жіночої статі у переписній місцевості припадало 91,5 чоловіків;  на 100 жінок у віці від 18 років та старших — 89,9 чоловіків також старших 18 років.
Середній дохід на одне домашнє господарство  становив 78 459 доларів США (медіана — 70 068), а середній дохід на одну сім'ю — 91 583 долари (медіана — 74 191). Медіана доходів становила 41 348 доларів для чоловіків та 44 250 доларів для жінок. За межею бідності перебувало 12,3 % осіб, у тому числі 0,0 % дітей у віці до 18 років та 15,2 % осіб у віці 65 років та старших.
Цивільне працевлаштоване населення становило 841 особа. Основні галузі зайнятості: освіта, охорона здоров'я та соціальна допомога — 29,3 %, роздрібна торгівля — 19,1 %, мистецтво, розваги та відпочинок — 11,8 %, виробництво — 8,9 %.